# Dudley Simpson
Dudley Simpson (Melbourne, 4 de octubre de 1922–4 de noviembre de 2017) fue un compositor y director de orquesta australiano conocido por su trabajo en Doctor Who.

## Trabajos
Antes de abandonar Australia, Simpson trabajó para la Compañía de Ballet Borobansky, antecesora del Australian Ballet. Entre sus primeros trabajos televisivos está la música de Moonstrike. Simpson también fue responsable de la música de The Tomorrow People, Moonbase 3 (1973), The Ascent of Man (1973), Blake's 7 (1978) y la producción de 1985 de Titus Andronicus.

## Doctor Who
El primer trabajo de Simpson en Doctor Who fue durante la era de William Hartnell como Primer Doctor en Planet of Giants, en 1964, pero su asociación con el programa es mayor en los setenta, cuando se convirtió en el compositor fijo de la música de la serie. También apareció él mismo en pantalla interpretando a un director de orquesta en la historia de 1977 The Talons of Weng-Chiang.
Cuando John Nathan-Turner se convirtió en productor de Doctor Who en 1980, decidió actualizar la música, y rescindió el contrato de Simpson, diciéndole lo mucho que apreciaba el trabajo que había hecho en la serie, pero que no se requerirían ya sus servicios, ya que el BBC Radiophonic Workshop haría la música de ahí en adelante. La última historia para la que compuso Simpson en Doctor Who fue The Horns of Nimon (aunque también había compuesto música para la nunca emitida Shada). Entre 1964 y 1980, Simpson compuso la música de 60 seriales de Doctor Who, 61 contando Shada, lo que equivale a más de 250 episodios.